# Le Roi des resquilleurs
Le Roi des resquilleurs è un film del 1930 diretto da Pierre Colombier.
La prima di una serie di commedie popolari francesi con il personaggio di "Bouboule"

## Trama
Bouboule è sempre senza soldi. Ha assistito ad un incontro di boxe e a una gara di ciclismo, senza mai pagare. Nonostante tutto, contro la sua volontà è diventato per amore un giocatore di rugby.

## Serie
Film che contengono il personaggio di "Bouboule":
- La Bande à Bouboule, regia di Léon Mathot (1931)
- Le Roi du cirage, regia di Pierre Colombier (1931)
- Bouboule Ier, roi nègre, regia di Léon Mathot (1933)
- Le Prince Bouboule, regia di Jacques Houssin (1939)

## Remake
Nel 1945 è stato fatto il remake Le Roi des resquilleurs, diretto da Jean-Devaivre